# Emily Wickersham
Emily Kaiser Wickersham (Kansas, 1984. április 26. –) amerikai színésznő, legismertebb szerepe Eleanor Bishop különleges ügynök az NCIS című sorozatban.

## Élete
Wickersham osztrák és svéd származású. 1984. április 26-án született Kansasben, John Atwood Wickersham és Amy Kaiser gyermekeként. New Yorkban, Mamaroneckben nőtt fel. A helyi gimnáziumban végzett, azután két évig járt a Muhlenberg Főiskolára. 2010. november 23-án házasodott össze a zenész Blake Anderson Hanley-vel, 2018 decemberében elváltak.

## Karrier
2013-ban, Cote de Pablo színésznő távozása után beválasztották az NCIS szereplői közé. 2013. november 19-én kezdték el vetíteni azokat a részeket a CBS-en, melyekben elemzőt alakított (három epizódon keresztül), innentől kezdve pedig állandó szereplője lett a sorozatnak, mint Eleanor "Ellie" Bishop különleges ügynök.

## Filmográfia

### Filmek
| Év   | Cím                    | Szerep       |
| ---- | ---------------------- | ------------ |
| 2007 | Kertész az édenkertben | Kate         |
| 2008 | Mindenképpen talán     | gyakornok    |
| 2009 | Tévelygők              | Taylor       |
| 2010 | Emlékezz rám           | Miami Blonde |
| 2011 | A negyedik (film)      | Nicole       |
| 2012 | Elveszett              | Molly        |
| 2015 | Glitch                 | Vanessa      |

### Sorozatok
| Év        | Cím                              | Szerep                 |
| --------- | -------------------------------- | ---------------------- |
| 2006      | David Letterman Show             | Jules                  |
| 2006      | Parco, a magándetektív           | Grace Carr             |
| 2006-7    | Maffiózók                        | Rhiannon Flammer       |
| 2007      | Balhé Bronxban                   | Suzy Steinbrenner      |
| 2007      | The Gamekillers                  | "The Girl"             |
| 2007      | Mitch Albom's for One More Day   | Maria Benetto Lang     |
| 2009      | Taking Chance                    | Kelley Phelps          |
| 2009      | Esküdt ellenségek: Bűnös szándék | Ceci Madison           |
| 2009      | Író és kamuhős                   | Emily                  |
| 2009      | Trauma                           | Jessica                |
| 2011      | Gossip Girl – A pletykafészek    | "Leading Lady"         |
| 2013      | The Bridge                       | Kate Millwright        |
| 2013–2021 | NCIS                             | Eleanor "Ellie" Bishop |
| 2016      | NCIS: New Orleans                | Ellie Bishop           |

## További információ
- Emily Wickersham a Facebookon
- Emily Wickersham a PORT.hu-n (magyarul)
- Emily Wickersham az Internetes Szinkronadatbázisban (magyarul)
- Emily Wickersham az Internet Movie Database-ben (angolul)
- Emily Wickersham a Rotten Tomatoeson (angolul)

## Fordítás
- Ez a szócikk részben vagy egészben  az   Emily Wickersham című angol Wikipédia-szócikk ezen változatának fordításán alapul.  Az eredeti cikk szerkesztőit annak laptörténete sorolja fel. Ez a jelzés csupán a megfogalmazás eredetét és a szerzői jogokat jelzi, nem szolgál a cikkben szereplő információk forrásmegjelöléseként.